# Hersilia sericea
Hersilia sericea is een spinnensoort uit de familie van de Hersiliidae.
De wetenschappelijke naam van de soort werd in 1898 gepubliceerd door Reginald Innes Pocock.